# Shiding
Shiding (chiń. upr. 石碇区; chiń. trad. 石碇區; pinyin Shídìng qū; Wade-Giles Shih-ting ch’ü; pe̍h-ōe-jī Chio̍h-tēng-khu) – dzielnica (chiń. 區, qū) miasta wydzielonego Nowe Tajpej na Tajwanie. Znajduje się we wschodniej części miasta.
23 czerwca 2009 komitet przy Ministrze Spraw Wewnętrznych Republiki Chińskiej zarekomendował przekształcenie dotychczasowego powiatu Tajpej (chiń. trad. 臺北縣; pinyin Taibei xiàn) w miasto wydzielone; wszystkie gminy wiejskie (chiń. 鄉, xiāng), jak Jinshan, gminy miejskie i miasta wchodzące w skład powiatu zostały przekształcone w dzielnice (chiń. 區, qū). Ustawa weszła w życie 25 grudnia 2010 roku.
Populacja dzielnicy Shiding w 2016 roku liczyła 7736 mieszkańców – 3483 kobiety i 4253 mężczyzn. Liczba gospodarstw domowych wynosiła 3364, co oznacza, że w jednym gospodarstwie zamieszkiwało średnio 2,3 osób.

## Demografia (2010–2016)
| Rok  | Liczba ludności | Gęstość zaludnienia | Kobiety | Mężczyźni | Gospodarstwa domowe |
| ---- | --------------- | ------------------- | ------- | --------- | ------------------- |
| 2010 | 7973            | 55                  | 3516    | 4457      | 3320                |
| 2011 | 7887            | 54                  | 3501    | 4386      | 3340                |
| 2012 | 7895            | 54                  | 3535    | 4360      | 3350                |
| 2013 | 7848            | 54                  | 3520    | 4328      | 3363                |
| 2014 | 7864            | 54                  | 3535    | 4329      | 3368                |
| 2015 | 7855            | 54                  | 3519    | 4336      | 3372                |
| 2016 | 7736            | 53                  | 3483    | 4253      | 3364                |